# Gazole non routier
Pour les articles homonymes, voir GNR.
Le gazole non routier (GNR) est un carburant pour moteur Diesel utilisé en France pour les engins mobiles non routiers, notamment dans les secteurs agricoles, forestiers, fluviaux ou des travaux publics. Il dispose d’une coloration rouge et bénéficie d'une fiscalité spéciale afin d'encourager son utilisation ; les véhicules pour particuliers ont l'interdiction de circuler au GNR ou au fioul domestique, sous peine d'une condamnation pour fraude fiscale. 
Autorisé en France à partir du 1er janvier 2011, le gazole non routier  devient obligatoire pour tous les engins mobiles non routiers : dans les travaux publics à partir du 1er mai 2011, et pour les tracteurs agricoles et forestiers à partir du 1er novembre 2011. Il remplace, pour ces engins, le fioul domestique (FOD), qui ne respectait pas la directive européenne 2009/30/CE imposant une très faible teneur en soufre.

## Conformité aux normes
Pour être vendu comme gazole non routier (GNR), la législation française impose que le gazole soit conforme aux exigences minimales de la norme (NF) EN 590 (en) ou de toute autre norme garantissant un niveau de qualité équivalent. 

### Tenue au froid des gazoles
En France, un gazole d'hiver est livré du 1er novembre au 31 mars, normé à −15 °C, et un gazole été du 1er avril au 31 octobre, normé à 0 °C.
Des additifs peuvent pour améliorer la tenue au froid des carburants diesel (gazole, GNR, fioul). Toutefois, une procédure d'utilisation précise est à respecter : 
- toujours additiver avant d'être à 0 °C et mettre à l'abri les engins exposés à des températures plus froides ;
- ne pas additiver un carburant gelé et stocker les additifs dans un local à au moins 0 °C.

Les antifigeants agissent sur la cristallisation des paraffines en la retardant mais, en aucun cas, ne sauraient dégeler un carburant gelé qu'il faut réchauffer (ne pas utiliser de flamme) avant d'ajouter l'additif. Il est recommandé d'utiliser préférentiellement des additifs de dernière génération, notamment végétaux, et de ne pas utiliser d'essences dans les motorisations common rail. Attention la notion de "végétale" n'implique pas l'absence de dangerosité pour la santé humaine. Une recommandation du ministère du Travail encourage les employeurs à mettre en place cette substitution verte.

### Stockage du gazole non routier
Le gazole non routier contient au maximum 7 % d'esters méthyliques d'acide gras (EMAG), ce qui engendre des difficultés au stockage. Ces biocarburants ont en effet tendance à avoir des propriétés détergentes notamment sur les cuves de stockage ou entraîner des problèmes moteur/filtres. L'eau de condensation joue aussi un rôle en permettant le développement de bactéries dans les cuves ; l'entretien des cuves est donc important.

## Fiscalité
Le gazole non routier bénéficiait jusqu'à 2020 de dégrèvements fiscaux sur la TICPE (18,82 c€/L au lieu de 59,4 c€/L), ce qui réduisait de près de moitié le coût du gazole. La loi de Finances pour 2020 prévoyait la suppression de cet avantage fiscal en trois étapes : juillet 2020, janvier 2021 et janvier 2022. À la suite de la pandémie de Covid-19, le gouvernement décidait de reporter cette suppression en une seule fois le 1er juillet 2021 mais elle a été repoussée encore une fois au 1er janvier 2023. Les entreprises du secteur protestent car il n'existe souvent pas d'alternative aux moteurs thermiques pour les gros engins de chantier ; le surcoût estimé à 870 millions d'euros en année sera répercuté sur les clients, qui sont essentiellement publics : État et surtout collectivités locales.